# Russendisko (film)
Russendisko – niemiecka komedia z 2012 roku w reżyserii Olivera Ziegenbalga, zrealizowana na podstawie powieści o tym samym tytule autorstwa Wladimira Kaminera, niemieckiego pisarza rosyjskiego pochodzenia. Zdjęcia do filmu kręcono w Berlinie.

## Obsada
- Matthias Schweighöfer – Wladimir Kaminer
- Friedrich Mücke(inne języki) – Mischa
- Christian Friedel – Andrej
- Peri Baumeister(inne języki) – Olga
- Susanne Bormann(inne języki) – Hanna
- Imogen Kogge(inne języki) – pani Kaminer
- Rainer Bock(inne języki) – pan Kaminer
- Pheline Roggan(inne języki) – Helena
- Jule Böwe(inne języki) – Jule
- Rafael Gareisen(inne języki) – Wladimir jako nastolatek
- Tyron Ricketts(inne języki): François
- Kathrin Angerer(inne języki) – Ilona
- Christian Wewerka(inne języki) – Lermontow[2]